# كريس برينكر
كريس برينكر (بالإنجليزية: Chris Brinker)‏ هو منتج أفلام ومخرج أمريكي، ولد في 17 ديسمبر 1970 في الولايات المتحدة، وتوفي في 8 فبراير 2013 في مارينا دل راي، كاليفورنيا في الولايات المتحدة.

## وصلات خارجية
- كريس برينكر على موقع IMDb (الإنجليزية)
- كريس برينكر على موقع ألو سيني (الفرنسية)
- كريس برينكر على موقع أول موفي (الإنجليزية)
- كريس برينكر على موقع قاعدة بيانات الأفلام السويدية (السويدية)
- كريس برينكر على موقع قاعدة بيانات الفيلم (الإنجليزية)
- كريس برينكر على موقع كينوبويسك (الروسية)